# Кіка (фільм)
«Кіка» (ісп. Kika) — фільм іспанського режисера Педро Альмодовара, знятий у 1993 році.

## Сюжет
Головна героїня, Кіка (Вероніка Форке) — наївна та довірлива косметолог, яка мріяла стати акторкою. Одного разу її викликає в свій будинок Ніколас Пірс (Пітер Койот). Чоловік хоче, щоб Кіка виконала поховальний грим для сина його дружини Рамона (Алекс Касановас). Обставини смерті Рамона здаються Кіці підозрілими, але вона виконує замовлення. Однак виявляється, що Рамон не помер. Дотики Кіки приводять його до тями. Прийшовши до тями, Рамон розповідає Кіці, що прочитавши щоденник своєї матері, він почав підозрювати, що Ніколас вбив її. Перейнявшись розповіддю хлопця, Кіка закохується в нього.
Переїхавши до коханого, Кіка скоро втомлюється від його постійного ниття. У неї починається роман з Ніколасом. У їхнє життя постійно втручається колишній психолог Рамона і колишня коханка Ніколаса, нині ведуча популярного кримінального телешоу Андреа (Вікторія Абріль) та служниця Хуана (Россі де Пальма) зі своїм братом-бандитом.

## У ролях
- Вікторія Абріль — Андреа Каракортада
- Пітер Койот — Ніколас
- Вероніка Форке — Кіка
- Алекс Казановас — Рамон
- Россі де Пальма — Хуана
- Сантьяго Лахустісія — Пабло
- Анабель Алонсо — Ампаро
- Бібіана Фернандес — Сюзана
- Хесус Бонілья — поліцейский
- Карра Елехальде — поліцейский
- Мануел Бандера
- Чаро Лопес
- Франческа Кабальєро
- Хоакін Клімент — вбивця
- Бланка Лі — жертва вбивці

## Знімальна група
- Автор сценарію: Педро Альмодовар
- Режисер: Педро Альмодовар
- Оператор: Альфредо Ф. Майо
- Продюсер: Агустін Альмодовар
- Художник по костюмах: Жан-Поль Готьє

## Саундтрек
У деяких сценах можна почути пісню «Concierto para Bongó» музиканта Переса Прадо. Також пісня «Teatro», яку виконує La Lupe, є музичною темою фільму.